# Kim Do-heon
Kim Do-Heon (Dongducheon, 14 de julho de 1982) é um futebolista profissional sul-coreano, que atua meia-atacante.

## Carreira
Choi Won-kwon representou a Seleção Sul-Coreana de Futebol nas Olimpíadas de 2004.